# Trocherateina hermaea
Trocherateina hermaea är en fjärilsart som beskrevs av Druce 1892. Trocherateina hermaea ingår i släktet Trocherateina och familjen mätare. Inga underarter finns listade i Catalogue of Life.